# Гаплогруппа E1b1b1b2 (Y-ДНК)
Гаплогруппа E1b1b1b2 (Z830) — гаплогруппа ДНК Y-хромосомы человека.

## Субклады

### E1b1b1b2a (M123/PF2023)
Гаплогруппа E1b1b1b2a (M123) является субкладом гаплогруппы E1b1b1b2 (Z830).

### E1b1b1b2b (M293)
Гаплогруппа E1b1b1b2b (M293) является субкладом гаплогруппы E1b1b1b2 (Z830). Гаплогруппа E1b1b1b2b (M293) была выявлена в Южной Африке группой исследователей под руководством Henn в 2008 году.
Высокие уровни E-M293 были найдены в конкретных этнических группах в Танзании и Южной Африке: датога (43 %), кхве (кхое) (31 %), бурунге (28 %) и сандаве (24 %). Henn и соавт. в 2008 г. также нашли двух банту-говорящих кенийских мужчин с мутацией M293.
Beniamino Trombetta с соавторами в 2011 году выявили 21 мужчину гаплогруппы E1b1b1b2b* (M293), среди: эфиопских воламо (1 из 12 обследованных), кенийских банту (3 из 28), нило-сахароговорящих кенийцев (2 из 18), южно-африканских кхве (8 из 26) и бушменов (7 из 64).
Henn et al. предположили, что появление гаплогруппы E1b1b1b2b (M293) в Южной Африке связано с распространением скотоводства из Восточной Африки около 2000 лет назад.
Гаплогруппа E1b1b1b2b1 (P72) является субкладом гаплогруппы E1b1b1b2b (M293). SNP-мутация P72 была выявлена Karafet с соавторами в 2008 году. Beniamino Trombetta с соавторами в 2011 году выявили 1 мужчину гаплогруппы E1b1b1b2b1 (P72) среди 8 южно-африканских банту. Эти исследователи также определили, что E-P72 является субкладом гаплогруппы E1b1b1b2b (M293).

### E1b1b1b2c (V42)
Гаплогруппа E1b1b1b2c (V42) является субкладом гаплогруппы E1b1b1b2 (Z830). Beniamino Trombetta с соавторами в 2011 году выявили 2 мужчин гаплогруппы E1b1b1b2c (V42) среди 22 обследованных эфиопских евреев.

## Внешние связи

### Филогенетическое древо и карты распределения Y-ДНК гаплогруппы E1b1b1
- Y-DNA Haplogroup E and Its Subclades from ISOGG 2013
- Map of E1b1b1 distribution in Europe
- E1b1b1b2b (E-M293), map.

### Проекты
- [www.familytreedna.com/public/e3b E1b1b (E3b) Y-DNA Project at FTDNA]
- Haplozone::The E-M35 Phylogeny Project (former E3b Project)
- E-M35 Phylogeny Project Wiki
- Проект «Ytree» дискуссионного форума «Молекулярная генеалогия». Гаплогруппа E1b1b1. (недоступная ссылка)
- E1b1.org — международный Y-ДНК проект гаплогруппы E1b1 и её субкладов.

### Дискуссионные форумы
- E-M35 Phylogeny Project Public Forum
- Дискуссионный форум Российской Академии ДНК-генеалогии «Родство». Подфорум мужской гаплогруппы E1b1b1.
- Дискуссионный форум «Молекулярная генеалогия». Подраздел Y-гаплогруппы E1b1b1.